# Berner Bauern Verband
Der Berner Bauern Verband (BEBV) ist ein Schweizer Verein mit Sitz in Ostermundigen im Kanton Bern.

## Geschichte
1911 wurde der Verband bernischer Milch- und Käsereigenossenschaften gegründet. Erster Präsident wurde Albin Peter, erster Geschäftsführer Fritz Urfer. Der Berner Bauern Verband wurde 1940 oder 1941 unter dem Namen Milchverband Bern und benachbarte Gebiete gegründet. 1997 erfolgte die Fusion mit dem Bernischen Bauernverband und der Name wechselte auf Lobag Landwirtschaftliche Organisation Bern und angrenzende Gebiete und später auf LOBAG Genossenschaft, Landwirtschaftliche Organisation Bern und angrenzende Gebiete. 2007 wurde die LOBAG Milch AG mit Sitz in Ostermundigen gegründet, die heutige Aaremilch AG mit Sitz in Lyss. 2015 wurde aus der Genossenschaft ein Verein und der Name auf Berner Bauern Verband geändert.

## Leitung

### Präsidenten
- Alfred Held, 1941/42–1955
- Ernst Schmid, 1955–1963
- Hans Tschanz, 1963–1972
- Peter Gerber, 1972–1975
- Heinrich Schnyder, 1975–1988
- Heinz Schwab, 1988–1993
- Fritz Abraham Oehrli, 1994–1997
- William Wyss, 1997–2001
- Walter Balmer, 2001–2012
- Hans Jörg Rüegsegger, 2012–2023
- Jürg Iseli, 2023–

### Geschäftsführer
- Walter Fritz Siegenthaler, 1941/42–1946
- Rudolf Gnägi, 1946–1952
- Ernst Blaser, 1952–1969
- Paul Trachsel, 1969–1997
- Ulrich Peter, 1997–2000
- Hans-Ulrich Kilchenmann, 2000–2005
- Donat Schneider, 2005–2012
- Andreas Wyss, 2012–2020
- Karin Oesch, 2020–2024
- Mathias Grünig, 2024–
- Gaby Mumenthaler, 2024–
- Leana Waber, 2024–